# Land- und Stadtgericht Gardelegen
Das Land- und Stadtgericht Gardelegen war ein preußisches Land- und Stadtgericht mit Sitz in Gardelegen.

## Geschichte
Nach den Napoleonischen Kriegen bemühte sich der preußische Staat, die Gerichtsbarkeit der Städte und der Gutsbesitzer in staatliche Hand zu überführen. Von Mitte der 1810er bis Ende der 1820er Jahre wurde das Land- und Stadtgericht, also ein Gericht, welches für Stadt und Landbezirke zuständig war, zur üblichen Organisationsform für Eingangsgerichte in Landstädten in Preußen.
Das so entstandene Land- und Stadtgericht Gardelegen war ein Gericht 1. Klasse und mit einem Direktor, sechs Richtern und vier Justizkommissaren besetzt. Gericht 1. Klasse bedeutete, dass es nicht nur als Einzelrichter entscheiden konnte, sondern auch zu kollegialen Entscheidungen kommen konnte. Sein Sprengel umfasste 18.550 Gerichtseingesessene in den Städten Bismarck und Gardelegen und den Orten Ackendorf, Algenstedt, Berge, Berkau (teilweise), Born, Börgitz, Breiteiche, Büste (teilweise), Dannefeld, Döllnitz, Groß- und Klein Engersen, Estedt, Jävenitz, Hemstedt, Hottendorf, Jerchel, Kassieck (teilweise), Kenzendorf, Laatzke, Letzlingen, Lotsche, Lüffingen, Mieste, Miesterhorst, Kloster-Neuendorf, Ottersburg (teilweise), Peckfitz, Polwitz, Potzehne, Rengerslage (teilweise), Roxförde, Sachau, Salchau, Schenkenhorst, Schnöggersburg, Seethen, Sichau, Solpke, Staats, Solpke, Tarnefitz, Taterberg, Trüstedt, Volgfelde,  Wannefeld, Wartenberg, Wernitz, Weteritz, Wiepke, Winkelstedt, Wustrewe und Zienau. Übergeordnet war das Oberlandesgericht Magdeburg.
Im Sprengel des Land- und Stadtgerichts Burg bestanden ursprünglich sechs Patrimonialgerichte, die vom Gericht mitverwaltet wurden:
- Von Alvenslebensches Patrimonialgericht Kalbe mit Dolchau und Teilen von Altmersleben, Badel, Berge, Seese, Bismarck, Brüchau, Bühne, Cheinitz, Dannedeld, Groß und Klein Engersen, Estedt, Faulenhorst, Güsselfeld, Hagenau, Jeetze, Jeggeleben, Zerchel, Kahrstedt, Kalbe, Kremkau, Mehrin, Packebusch, Peckefitz, Rengerslage Solpke, Vahrholz Vienau, Vietzen und Zethlingen (2619 Einwohner)
- Patrimonialgericht Kalbe (Schildtsches Rittergut) mit Teilen von Altmersleben, Beese, Bismark, Brüchau, Brunau, Faulenhorst, Güssefeld, Jeggeleben, Kalbe, Kahrstedt, Kremkau, Mehrin, Solpke, Vahrholz, Viena, Zethlingen und Zierau (482 Einwohner)
- Patrimonialgericht Isenschnibbe mit Breiteiche, Isenschnibbe, Kenzendorf, Lupitz, Neuferchau, Pollwitz, Sachau, Solpke, Wartenberg, Weteritz, Wernitz, Winkelstedt, Wiepke und Wustrewe (1915 Einwohner)
- Patrimonialgericht Kunrau mit Germenau, Kunrau, Alt Ferchau und Wenze (725 Einwohner)
- Patrimonialgericht Schenkenhorst mit Teilen von Berge, Brunau, Bühne, Güssenfeld, Hagenau, Jeetze, Kalbe, Kremkau, Mehrin, Plathe, Schenkenhorst und Vienau (299 Einwohner)
- Patrimonialgericht Zichtau (beide Rittergüter) mit Teilen von Altmersleben, Badel, Beese, Bismark, Brüchau, Klein Engersen, Estedt, Güssefeld, Zerchel, Kalbe, Karhstedt, Kremsau, Mehrin, Mieste, Miesterhosrt, Packebusch, Peckefitz, Potzehne, Sachau, Solpke, Vienau, Vietzen und Zichtau (1216 Einwohner).

Am 13. Oktober 1820 gelang es dem Staat, eine Vereinbarung mit der Familie Alvensleben zu treffen, dass die Patrimonialgericht Zichtau (zweites Rittergut) auf das Land- und Stadtgericht Gardelegen übertragen wurde.
Nach der Märzrevolution wurden in Preußen einheitlich Kreisgerichte als Eingangsgerichte eingerichtet und die Patrimonialgerichtsbarkeit abgeschafft. Damit entstand 1849 in Gardelegen das Kreisgericht Gardelegen im Sprengel des Appellationsgerichtes Magdeburg und das Land- und Stadtgericht Gardelegen wurde aufgehoben.

## Gerichtskommission Kalbe an der Milde
Die Gerichtskommission Kalbe an der Milde war für 7340 Einwohner zuständig. Der Sprengel der Gerichtskommission Kalbe umfasste die Orte Kalbe, Altmersleben, Badel, Beese, Brunau, Bühne, Butterhorst, Dessau (teilweise), Dolchau, Faulenhorst, Güssefeld, Hagenau, Jeetze (teilweise), Kahrstedt, Karritz (teilweise), Calbe, Kremkau, Liesten, Mehrin, Neuendorf am Damm, Packebusch, Plathe, Poritz (teilweise), Siepe, Vahrholz, Velgau (teilweise), Vienau, Vietzen, Wernstedt, Zethlingen (teilweise), Zichtau und Zierau.

## Gerichtskommission Klötze
Die Gerichtskommission Klötze war für 5515 Einwohner zuständig. Der Sprengel der Gerichtskommission Klötze umfasste die Orte Klötze, Breitenfeld, Brüchau, Cheinitz (teilweise), Alt- und Neu-Ferchau, Germenau, Hohenhenningen (teilweise), Jeggau, Jemmeritz, Kackerbeck, Köbbelitz (teilweise), Kusey, Lockstedt, Lupitz, Röwitz, Schwiesau, Steimke (teilweise), Trippigleben und Wenze.